# Justicia cobensis
Justicia cobensis là một loài thực vật có hoa trong họ Ô rô. Loài này được Lundell mô tả khoa học đầu tiên năm 1941.